# 大朗镇
大朗镇，是中国广东省东莞市下辖的一个镇，位于东莞市的中南部。总面积118平方公里，大朗镇下辖16个村，11个社区。工业以羊毛衫产业为主，曾被中国纺织工业协会授予“中国羊毛衫名镇”的称号。2019年中国百强乡镇第29名。鎮人民政府駐 美景中路1號。
镇内交通便利，莞深高速公路和常虎高速公路（2009年更名为虎岗高速公路）跨境而过。鎮中心區設有“摩托车禁行区域”，全日通行，減輕中心區的交通壓力。
松木山水庫位於本鎮，也是大朗自来水厂的水源。不過由於當地环保部门监管不力，讓多家工廠向水庫排放污水，令水库出现大面积死鱼，負責人還狡辯是“跟回南天有关”。
大朗镇也是现今CBA东莞烈豹篮球俱乐部的主场所在镇。

## 行政区划
大朗镇下辖以下地区：
大朗社区、竹山社区、巷头社区、巷尾社区、求富路社区、长塘社区、大井头社区、圣堂社区、黄草朗社区、佛新社区、屏山社区、长富社区、高英村、蔡边村、水口村、洋乌村、洋坑塘村、松柏朗村、黎贝岭村、佛子凹村、松木山村、犀牛陂村、水平村、宝陂村、石厦村、杨涌村、沙步村和新马莲村。

## 人口
截至2020年11月1日零時，第七次全国人口普查大朗鎮常住人口為556778人。